# 方复全
方复全（1964年10月—），男，汉族，安徽桐城人，中国数学家，中国科学院院士，发展中国家科学院院士，中国民主促进会中央委员，第十三届全国人民代表大会北京地区代表，主要从事微分几何与微分拓扑学的研究。

## 生平
1986年毕业于华中科技大学应用数学系后留校任教，1988年9月以同等学力考入吉林大学博士研究生，1991年于吉林大学获博士学位，同年6月进入南开大学数学系从事博士後工作，1993年5月到德国美茵茨大学进行博士后研究，1994年4月回国后于同年5月进入南开数学所担任副教授，此后先后在德国马克斯·普朗克数学研究所和法國高等科學研究所担任訪問學者，1997年7月升任南开数学所教授，2000年9月入选教育部“长江学者奖励计划”第三批特聘教授，2005年9月进入首都师范大学数学科学学院担任特聘教授，2014年10月出任数学科学学院院长，同年独立获得国家自然科学奖二等奖，并应邀在第二十七届国际数学家大会上做45分钟报告。2016年5月至2019年7月任首都师范大学副校长。
2018年2月24日，当选为第十三届全国人大代表，同年5月曾挂职担任北京市昌平区副区长至2019年，2018年11月22日因学院行政班子换届，不再担任数学科学学院院长，11月27日当选为发展中国家科学院（TWAS）第28届院士，2019年5月被南方科技大学数学系聘为讲席教授。2021年9月，方复全被任命为首都师范大学校长。2022年12月任中国民主促进会中央常务委员。